# Kakamas
Kakamas ist eine Ortschaft in der südafrikanischen Provinz Nordkap. Kakamas gehört zur Gemeinde Kai ǃGarib im Distrikt ZF Mgcawu. Im Jahre 2011 hatte die Ortschaft 9538 Einwohner. In der Sprache der Khoikhoi bedeutet Kakamas „ödes Weideland“.

## Geschichte
Kakamas wurde 1897 durch Missionare der Niederländisch-reformierten Kirche Südafrikas am Ufer des Oranje gegründet. In der Region von Kakamas sollte Landwirten, die aufgrund von Dürreperioden in anderen Regionen Südafrikas ihre Lebensgrundlage verloren hatten, die Möglichkeit für einen Neubeginn geboten werden. Die angeworbenen Landwirte errichteten ein großangelegtes System zur Bewässerung landwirtschaftlicher Flächen. Im Gegenzug erhielt jeder Beteiligte ein Stück Land.
Im Februar 1915 fand hier die Schlacht von Kakamas statt.
Durch das heiße, trockene Klima ist die Region um Kakamas heute aufgrund der bestehenden Bewässerungswirtschaft ideal für den Anbau von Weichfrüchten geeignet. Dabei werden auch veraltete Bewässerungskanäle benutzt. Die Region hat hinsichtlich des Weichfruchtanbaus bis heute Spuren im landwirtschaftlichen Sektor Südafrikas hinterlassen: Ein einzelner Pfirsichbaum aus Kakamas ist heute der Stammvater von drei Vierteln aller südafrikanischen Pfirsichbäume. Heute spielt in der Region der Anbau von Baumwolle eine weit wichtigere Rolle.
Die Region von Kakamas ist bekannt für reiche Vorkommen an Schmucksteinen.

## Söhne und Töchter der Stadt
- Allan Boesak (* 1946),  Theologe und Anti-Apartheid-Aktivist